# Psalm 31

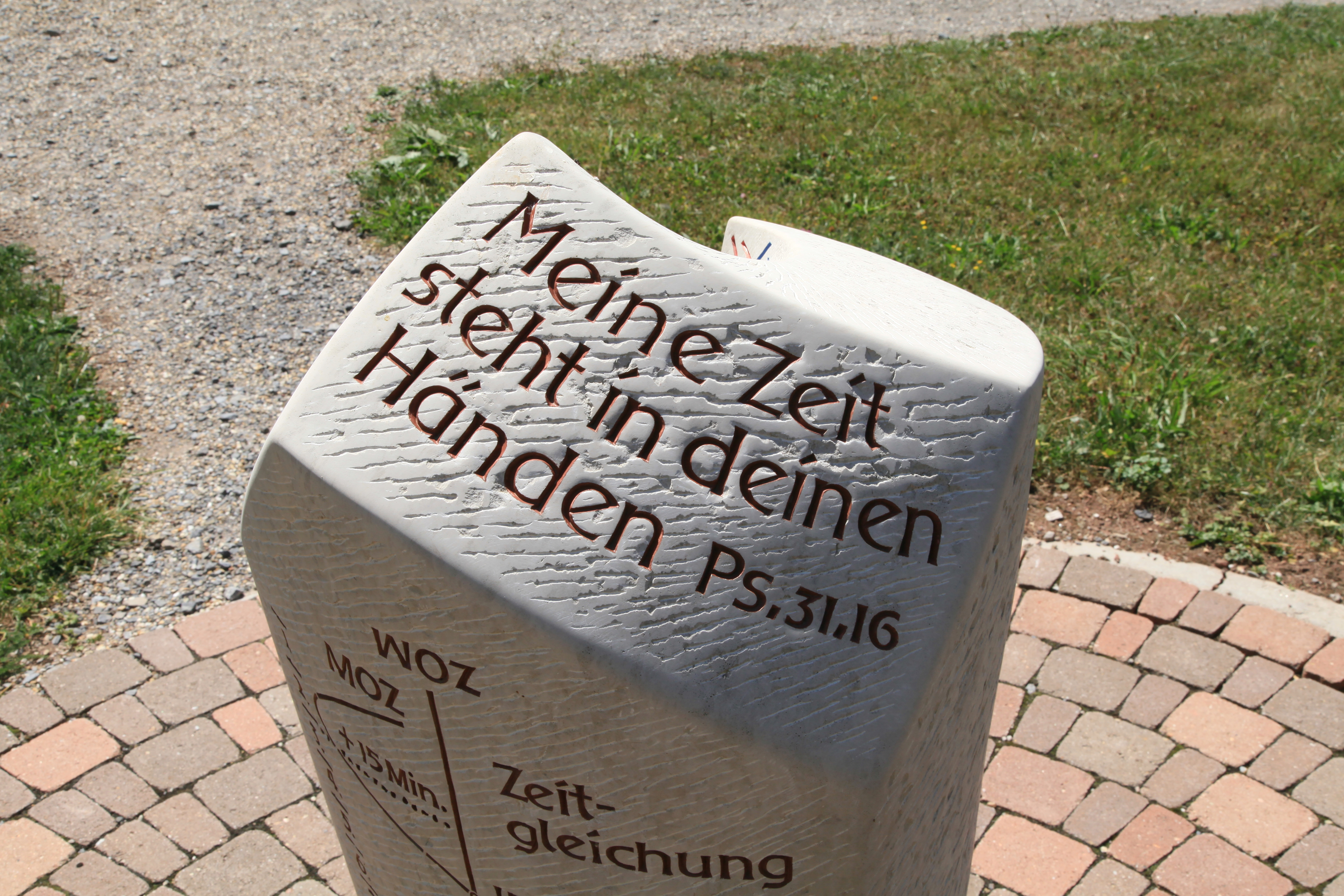
Psalm 31 Vers 16 als Inschrift auf einer Sonnenuhr…

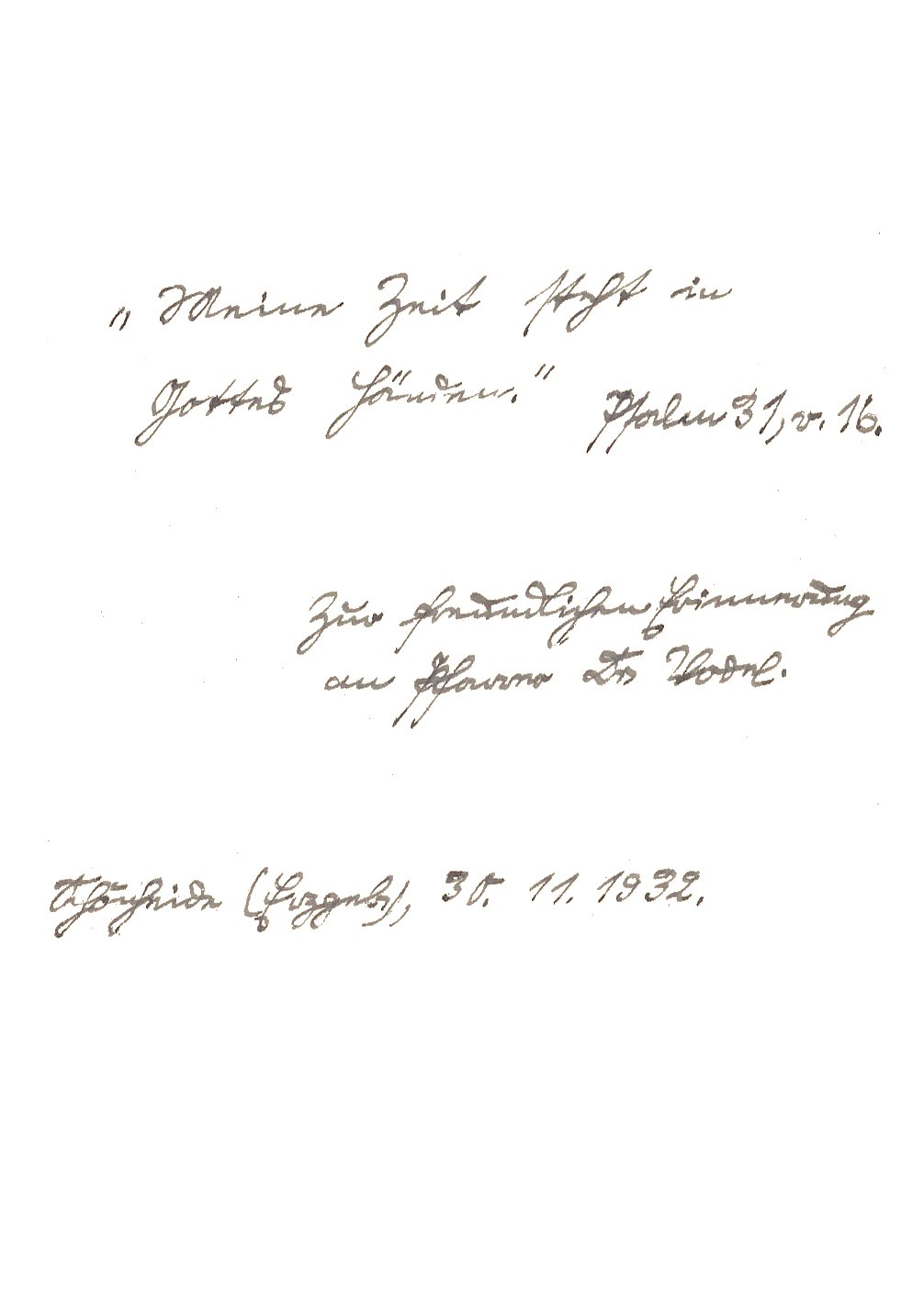
… und als Eintrag in einem Poesiealbum

Der 31. Psalm (nach griechischer Zählung der 30.) ist ein Psalm Davids in der Bibel und gehört in die Reihe der Klagelieder eines Einzelnen.

## Gliederung
Der Psalm unterteilt sich in zwei Teile, die sich beide recht ähnlich sind. Daher wurde auch bereits angenommen, dass es sich bei dem Psalm ursprünglich um zwei verschiedene handelt.
Darüber, wie die zwei Teile in sich gegliedert werden sollten, gibt es in der Forschung keine allgemeine Übereinstimmung. Eine mögliche Unterteilung, wie sie Hermann Gunkel vorgenommen hat, sieht folgendermaßen aus:
1. Vers 2–9: Teil 1: Bitten und Wünsche
  1. Vers 2a, 4a und 5c–7: Hinzufügen des Ausdrucks des Vertrauens
  2. Vers 9f: Schluss: Wunsch, Danklied singen zu dürfen
2. Vers 10–25: Teil 2
  1. Vers 10a: Einleitender „Hilfeschrei“
  2. Vers 10b–14: Klage
  3. Vers 15–19: Vertrauen und Gebet für den Untergang der Feinde
  4. Vers 20–25: Jubelndes Schlußstück: Danklied

## Auslegung
Der Psalm berührt sich mit anderen und mit einem Klagelied des Jeremia. Bernhard Duhm nennt den Psalm daher „aus Zitaten zusammengeflickt“. Rudolf Kittel vertritt die Auffassung, er setze überhaupt kein „persönliches Erleben“ voraus.

## Liturgische Verwendung
- Im katholischen Stundengebet ist Psalm 31, Verse 2 bis 6, Teil der Komplet (Nachtgebet) am Mittwoch (gefolgt von Ps 130).

## Musikalische Rezeption
Der Psalm In te Domine speravi wurde vielfach vertont, u. a. mindestens siebenmal von Johann Rosenmüller (1619–1684).
Die Verse 1–6 sind die Grundlage des Chorals In dich hab ich gehoffet, Herr (1533, EG 275) von Adam Reissner.